# Індіан-Гед (Меріленд)
Індіан-Гед (англ. Indian Head) — місто (англ. town) в США, в окрузі Чарлз штату Меріленд. Населення — 3894 особи (2020). Густота населення становить 1200 чол/км².
- Телефонний код міста  — 301
- Поштовий індекс  — 20640
- FIPS-код міста  — 24-41500[3]
- GNIS-ідентифікатор  — 0590532[4]

## Географія
Індіан-Гед розташований за координатами 38°35′55″ пн. ш. 77°9′20″ зх. д. / 38.59861° пн. ш. 77.15556° зх. д. (38.598614, -77.155668).  За даними Бюро перепису населення США в 2010 році місто мало площу 3,19 км², уся площа — суходіл.

## Демографія
Згідно з переписом 2010 року, у місті мешкали 3844 особи в 1391 домогосподарстві у складі 995 родин. Густота населення становила 1206 осіб/км².  Було 1554 помешкання (487/км²).
Расовий склад населення:
| - 55,5 % — чорних або афроамериканців - 35,9 % — білих - 2,6 % — азіатів - 1,3 % — корінних американців - 0,1 % — вихідців з тихоокеанських островів |

До двох чи більше рас належало 3,8 %. Частка іспаномовних становила 3,0 % від усіх жителів.
За віковим діапазоном населення розподілялося таким чином: 28,2 % — особи молодші 18 років, 64,4 % — особи у віці 18—64 років, 7,4 % — особи у віці 65 років та старші. Медіана віку мешканця становила 33,2 року. На 100 осіб жіночої статі у місті припадало 89,9 чоловіків;  на 100 жінок у віці від 18 років та старших — 84,7 чоловіків також старших 18 років.
Середній дохід на одне домашнє господарство  становив 79 323 долари США (медіана — 71 250), а середній дохід на одну сім'ю — 88 724 долари (медіана — 74 554). За межею бідності перебувало 7,8 % осіб, у тому числі 5,3 % дітей у віці до 18 років та 9,2 % осіб у віці 65 років та старших.
Цивільне працевлаштоване населення становило 1858 осіб. Основні галузі зайнятості: освіта, охорона здоров'я та соціальна допомога — 22,6 %, науковці, спеціалісти, менеджери — 16,8 %, публічна адміністрація — 14,5 %, мистецтво, розваги та відпочинок — 13,9 %.